# Datagram
A datagram egy informatikai protokoll, amely nem  nyugtázható, így megbízható adatátvitelt nem tesz lehetővé. 
A protokoll definícióját az 1981-ben meghatározott RFC791 rögzíti. A hálózati réteg a szállítási rétegtől veszi át UDP vagy TCP csomagokat. Az adatokat darabokra bontva datagramokat készít belőlük. A datagramok legnagyobb mérete 64 kilobájt. Az átvitel során a datagramok néha kisebb egységekre bontva kerülnek átvitelre. A célgép hálózati rétegének a feladata, hogy a megérkezett egységek összeállításával létrehozza az eredeti datagramot és átadja azt a szállítási rétegnek. A 32 bites szavakból álló IP datagram fejrészre (header) és adatrészre (data) bontható. A protokoll szerint a fejléc első szavának legmagasabb helyi értékű bitje megy át elsőként.